# 兄畑站
兄畑站（日语：／ Anihata eki */?）是位於岩手縣八幡平市沖之平，東日本旅客鐵道（JR東日本）的花輪線車站。
此站的西邊為岩手縣與秋田縣的縣界。

## 歷史
- 1931年（昭和6年）10月17日：鐵道省田山站至陸中花輪站之間開業，此站啟用。當時車站位於二戶郡田山村（日语：田山村）。
- 1970年（昭和45年）4月1日：終止貨物起卸業務。
- 1971年（昭和46年）10月1日：成為無人車站。
- 1987年（昭和62年）4月1日：伴隨國鐵分割民營化，車站由東日本旅客鐵道（JR東日本）營運。
- 2018年（平成30年）6月1日：隨著大更站改為業務委託車站，此站改由盛岡站管理。

## 車站構造
車站是一座地面車站，設有1面1線的單式月台。此站原本設有2面2線的相對式月台，當時可進行列車交會。車站大樓旁設有廁所。
此站是由盛岡站管理的無人車站。

## 車站周邊
- 國道282號（日语：国道282号）
- 東北自動車道
- 兄畑簡易郵局
- 米代川（日语：米代川）
- 高畑山（日语：高畑山 (岩手県・秋田県)）

## 相鄰車站
東日本旅客鐵道（JR東日本）
■花輪線
田山－兄畑－湯瀨溫泉

## 注腳
1. 1 2  . JR東日本. 東日本旅客鐵道. 2020年11月14日  [2020年11月14日]. （原始内容存档于2020年11月16日） （日语）.

## 外部連結
- 車站資訊（兄畑）：東日本旅客鐵道（日語）